# Грабяново (Гостыньский повет)
Грабяно́во (пол. Grabianowo) — село в Польше, входит в гмину Кробя Гостыньского повята Великопольского воеводства. В 1975 — 1998 гг. входило в состав Лешненского воеводства. Как территориальная единица Грабяново является солецтвом. Располагается село в 2,2 км к югу от центра гмины, Кроби по автомобильной дороге в Рогово, рядом с ветвью железной дороги Лешно — Кротошин. Расстояние от Грабяново до центра повята, Гостыни — 15 км, до центра воеводства, Познани — 73 км. Численность населения — 72 человека (на 2009 год). Грабяново является частью исторической области Бискупины, её жители — представители субэтнической группы бискупян.
Грабяново находится на территории парафии (прихода) Святого Николая в Кроби, относящегося к Кробскому деканату Познанской архиепархии.